# Río Llancao
El río Llancao es un curso natural de agua que fluye en la Región del Biobío, al sur de Cañete y desemboca en el océano Pacífico.
Río Llancao es el nombre dado a la corriente de agua por el IGM. Risopatrón lo consigna con el nombre río Yuncao, pero también consigna los nombres río Llancao y río Llinco.

## Trayecto
El río Llancao es el emisario del lago homónimo y recibe además las aguas de la laguna Pilquichome y de la laguna Pangue, según el mapa del IGM.

## Historia
Luis Risopatrón lo describe brevemente en su Diccionario Jeográfico de Chile de 1924:: 953 
Yuncao (Rio). 37° 53' 73° 30' Desemboca en el mar, a corta distancia al NW de la desembocadura del rio Paicaví. 156; de Llancao en 62, i. p. 119; i Llinco en 66, p. 265 (Pissis, 1875)?

## Población, economía y ecología
El río es una cuenca independiente que la Dirección General de Aguas agrupa en el ítem 088, cuencas entre ríos Lebu y Paicaví.